# رياض نوري (لاعب)
رياض نوري فتحي (من مواليد 1 يوليو 1951) هو لاعب كرة قدم عراقي سابق كان يلعب في مركز خط وسط، لعب في صفوف منتخب العراق لكرة القدم بين عامي 1971 و1976. سجل أول هدف للعراق في تصفيات كأس العالم ضد أستراليا في 11 مارس 1973.

مثل منتخب العراق بعمر 17 سنة، خاض اول مباراة دولية ضد الكويت في تصفيات امم اسيا عام 1971. اخر مباراة دولية كانت ضد الامارات في كاس الخليج الرابعة عام 1976.

## الإحصائيات
الأهداف الدولية
| رقم | تاريخ          | مكان                        | الخصم     | نتيجة | الحصيلة | منافسة                 |
| --- | -------------- | --------------------------- | --------- | ----- | ------- | ---------------------- |
| 1.  | 24 ديسمبر 1971 | الملعب الوطني، مدينة الكويت | الكويت    | 1 –0  | 1–0     | تصفيات كأس آسيا 1972   |
| 2.  | 11 مارس 1973   | ملعب سيدني الرياضي، سيدني   | أستراليا  | 1 –3  | 1-3     | تصفيات كأس العالم 1974 |
| 3.  | 21 مارس 1973   | ملعب سيدني الرياضي، سيدني   | إندونيسيا | 3 –2  | 3-2     | تصفيات كأس العالم 1974 |